# Virunga nationalpark
Virunga nationalpark (franska: Parc national des Virunga) är en 7 900 kvadratkilometer stor nationalpark i östligaste delen av Kongo-Kinshasa, huvudsakligen i Norra Kivu men med en liten del i Ituri. Den sträcker sig från Virungabergen i söder till Ruwenzoribergen i norr. Den gränsar till Parc national des volcans i Rwanda samt till Ruwenzoribergens nationalpark och Drottning Elizabeths nationalpark i Uganda. Nationalparken grundades 1925 som ett djurreservat (Albertparken) och var då Afrikas första. Dess nuvarande namn har parken sedan 1969. 1979 utsåg Unesco nationalparken till ett världsarv. På senare år har parken bland annat blivit känd för sina bergsgorillor.

## Beskrivning
Nationalparken täcker västra stranden av Edwardsjön och går i en båge söder och öster om sjön fram till gränsen mot Rwanda och Uganda. Ruwenzoribergen i norr ligger på gränsen till Uganda och har högt liggande ängsmarker samt en glaciär, medan Nyiragongo och Nyamuragira är två mycket aktiva vulkaner med vida lavaslätter. Österut, på gränsen till Rwanda och (återigen) Uganda, finns de centrala och östra delarna av Virungabergen, som domineras av vilande eller utslockna vulkaner. Övriga delen av parken domineras av sumpmark, en gräslandsplatå och slättland.
Virunga nationalpark har ett mycket varierande ekosystem och en stor biologisk mångfald. Den är kanske mest känd för sina bergsgorillor, i Virungabergen i söder. Nationalparkens savanner har blivit berömda för sina många elefanter, bufflar och antiloper, och i vattendragen finns stora mängder flodhästar. Man tror även att skogselefanter och schimpanser fortfarande kan hittas i Virunga.
Nationalparken sköts av Kongos nationalparksmyndighet, l'Institut Congolais pour la Conservation de la Nature (ICCN) och dess brittiska samarbetspartner the Africa Conservation Fund. Det angränsande berget Hoyos område har skötts tillsammans med parken, och där finns ett antal grottor samt vattenfall. På senare år har tjuvskytte och inbördeskriget hårt drabbat parkens viltbestånd. Nationalparken har sedan 1994 varit inskriven på listan med världsarv i fara.

## Bildgalleri

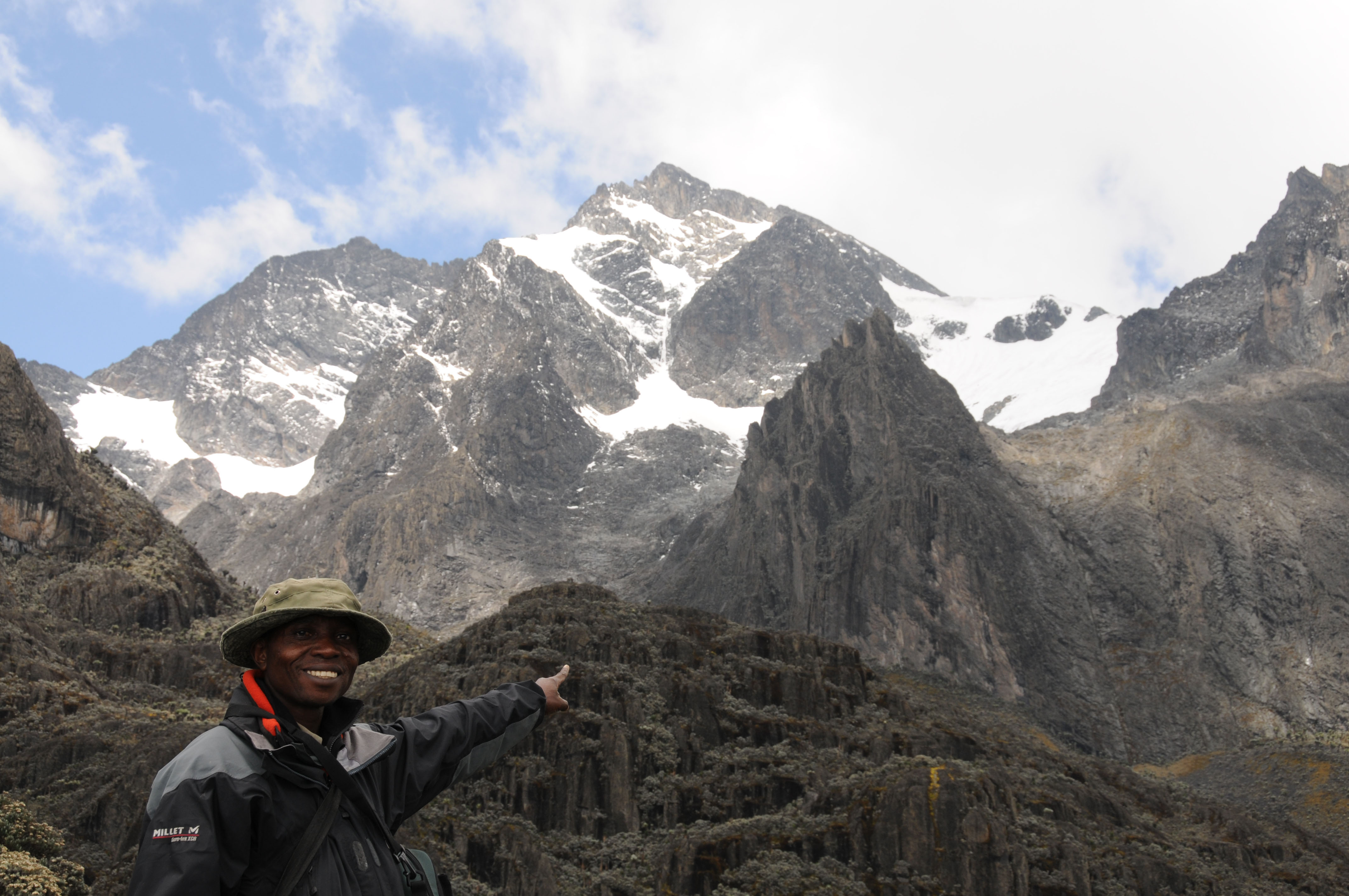
Ruwenzoribergen längst i norr i parken.
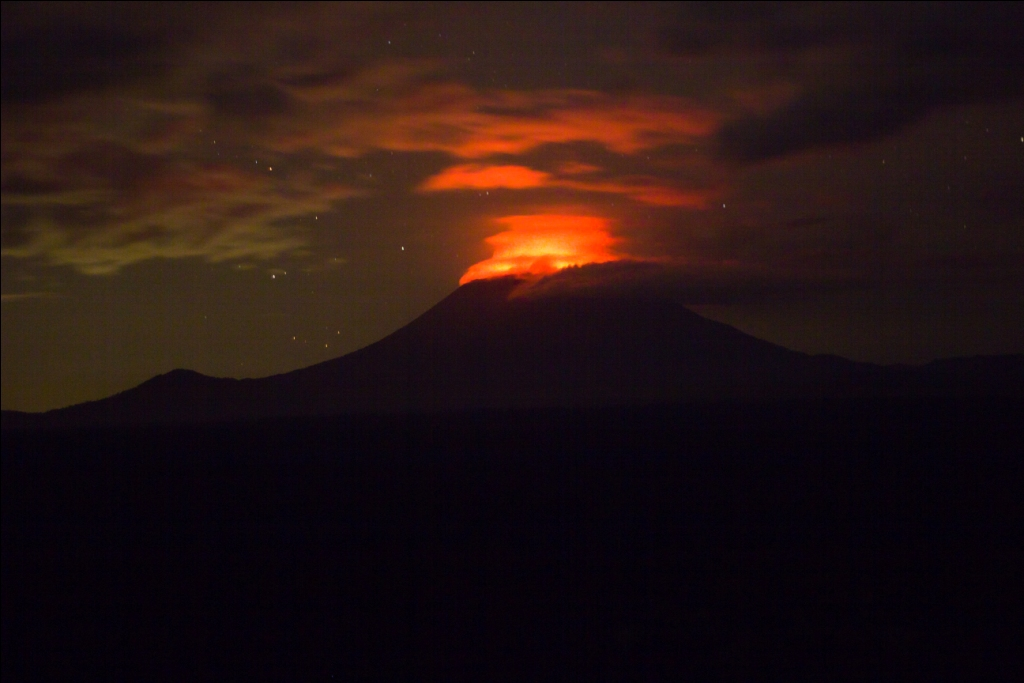
Nattetid lyser den glödande lavasjön i Nyiragongos krater upp molnen ovanför vulkanen.
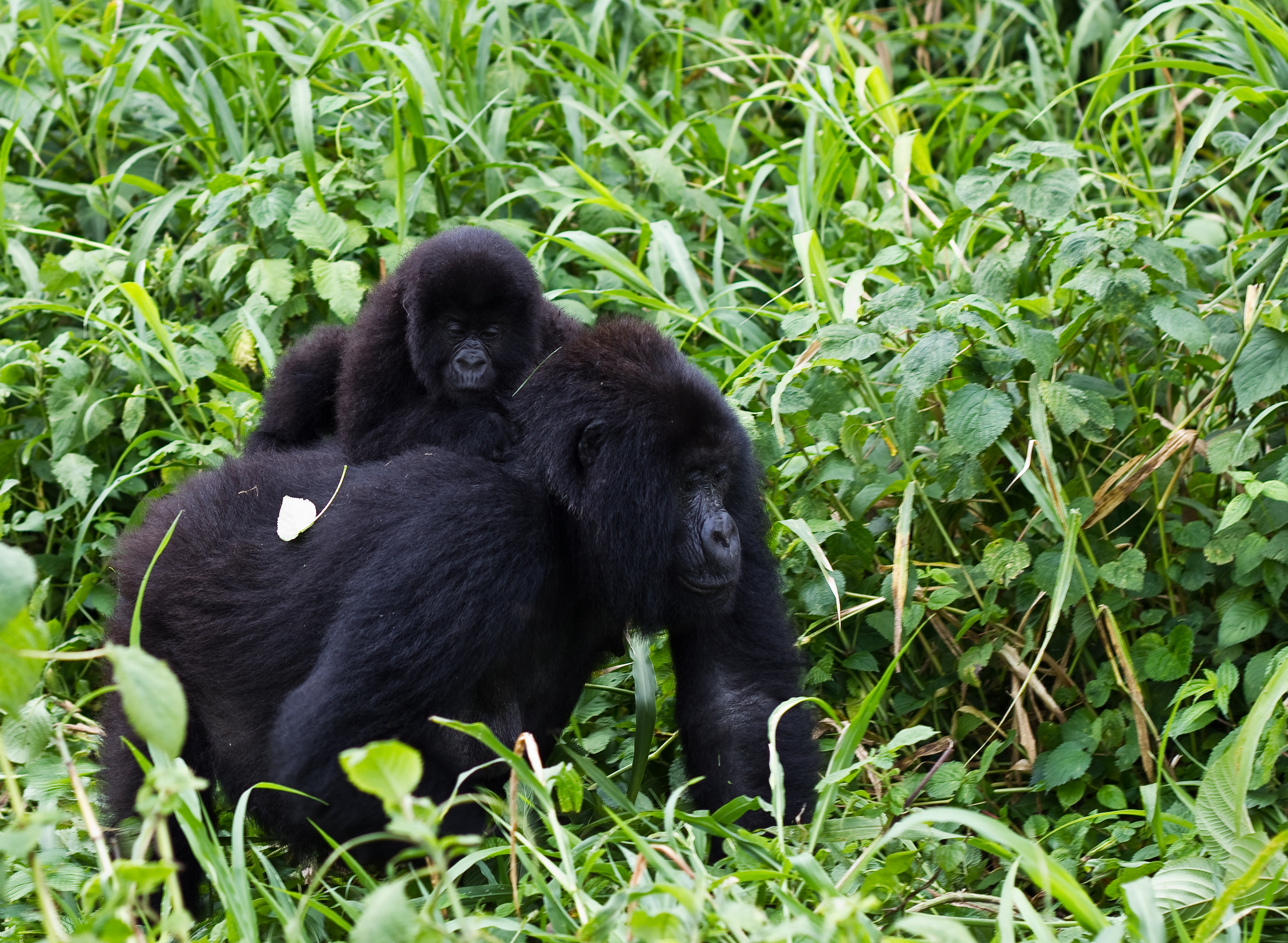
Nationalparken härbärgerar bergsgorillor.
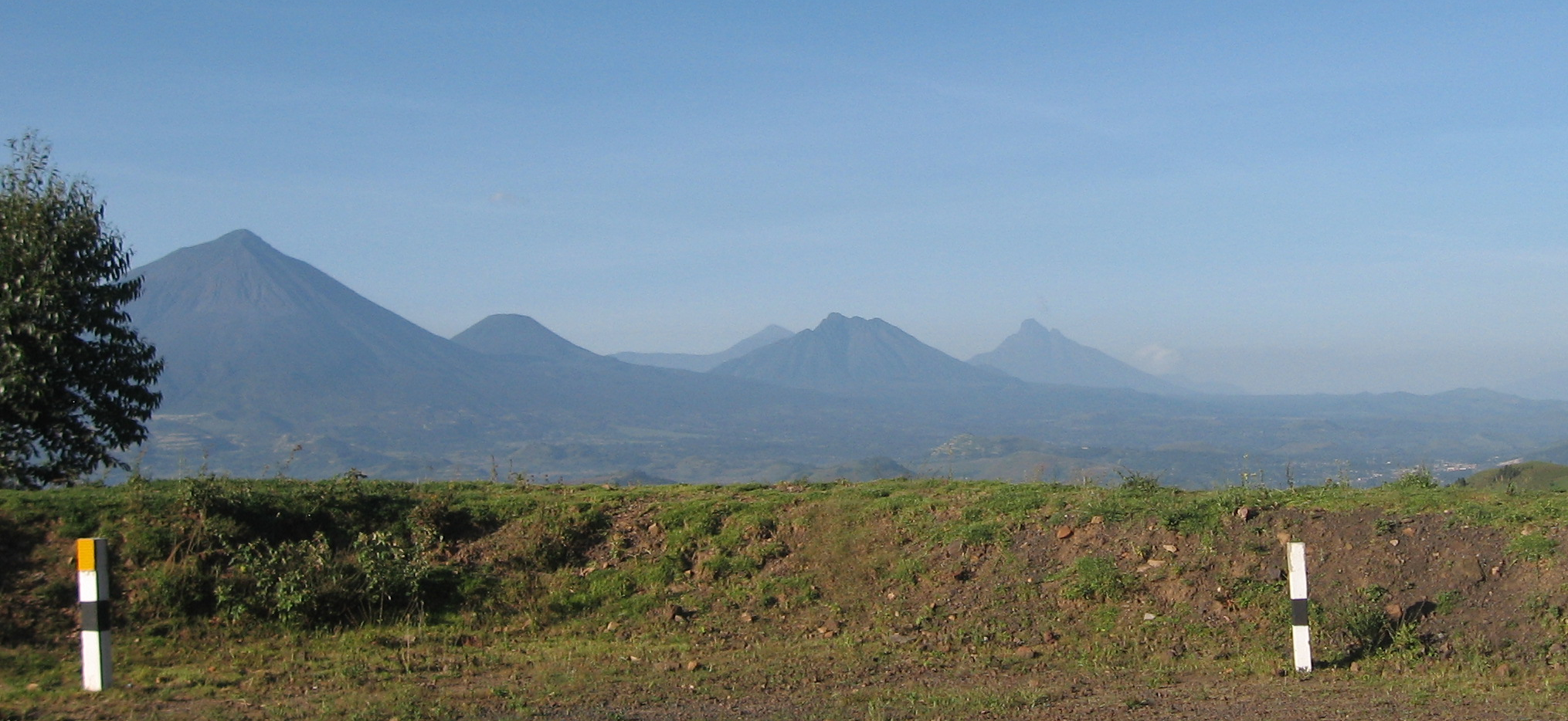
Längst i öster i nationalparken löper den fram till gränsen mot Rwanda och Uganda och ett antal inaktiva vulkaner som fungerar som gränsberg.